# موسى الكريتي
موسى الكريتي هو يهودي ادعى أنه المسيح في القرن الخامس الميلادي
بعد فشل حرب بار كوخبا، انتهت الحركات المسيحانية لعدة قرون. ومع ذلك، فإن أمل اليهود في مجيء المسيح الخاص بهم ظل قائما. وبحسب أحد تفسيرات التلمود، كان من المتوقع ظهور المسيح في عام 440 أو عام 471.
ظهر موسى الكريتي في هذا الوقت تقريبًا في جزيرة كريت، والذي نجح في كسب اليهود هناك إلى حركته. وأطلق على نفسه اسم موسى، ووعد بأن يقود الشعب، مثل موسى النبي، ووعد بعبور البحر إلى أرضهم المقدسة القديمة إسرائيل ويهودا. واقتنع أتباعه بمطالبه، فتركوا كل ممتلكاتهم وانتظروا اليوم الموعود؛ حيث تبعوا موسى إلى نتوء يطل على البحر، وبناءً على أمره ألقوا بأنفسهم هناك - حيث غرق العديد منهم أو هلكوا على الصخور.
ثم اختفى موسى نفسه. يقول سقراط القسطنطيني أن موسى هرب، في حين تزعم سجلات يوحنا النقيوسي أنه هلك في البحر. وزعم آخرون أنه كان شيطانًا أُرسل لتضليل اليهود. في حين أنه أطلق على نفسه اسم "موسى"، فإن السجل يعطي اسمه الحقيقي "فيسكيس".